# Johann Geuder (Dichter)
Johann Geuder (getauft am 14. Dezember 1639 in Nürnberg; gestorben am 24. Dezember 1693 in Lauf an der Pegnitz) war ein deutscher Dichter, Mitglied des Pegnesischen Blumenordens, Verfasser geistlicher Lyrik und evangelischer Pfarrer.

## Leben
Geuder war der Sohn eines Bierkiesers. Nach dem Besuch der St. Sebaldschule studierte er an der Universität Altdorf, wo er 1665 Magister wurde und eine Rede über Demokrit von Abdera hielt. 1666 wurde er in die Nürnberger Kandidaten aufgenommen und durfte mit seinem Respondenten Georg Riges eine öffentliche Disputation halten, was als besondere Ehre angesehen wurde. 1668 wurde er in Altdorf ordiniert, danach war er Pfarrer in Ottensoos und ab 1679 in Lauf an der Pegnitz.
Am 7. April 1668 wurde Geuder von Sigmund von Birken unter dem Namen Rosidan in den Pegnesischen Blumenorden aufgenommen.
Er beteiligte sich mit zahlreichen Gelegenheitsdichtungen am Wirken der Pegnitzschäfer, verfasste schäferliche Hochzeitsgedichte und Leichenpredigten auf Nürnberger Patrizier und Gelehrte, darunter auf den Pfarrer Martin Limburger. Einige seiner Lieder wurden in Heinrich Müllers Geistliche Erquickungsstunden (Nürnberg 1673) und in die Altdorfische Lieder-Tafel aufgenommen. Von seinen dramatischen Dichtungen für das Nürnberger Komödienhaus blieb Das Freuden-Spiel. Die vergnügte Prinzessin Macarie (Nürnberg 1668) erhalten.

## Werke (Auswahl)
- Democritus Abderita. Altdorf 1665.
- Theses XXX de legibus. Nürnberg 1667.
- Hochzeitliches Freuden-Fest. Nürnberg 1667.
- Das Freuden-Spiel Die vergnügte Prinzessin Macarie. Drama. Nürnberg 1668.
- Das allerälteste und edelste Bau-Wesen der Ehre. Nürnberg 1672.

Handschriften
- Briefe an Birken und eine Kurzbiographie Geuders von Johann Augustin Dietelmair im Germanischen Nationalmuseum Nürnberg.